# Hans Edfeldt
Hans Edfeldt, född den 28 juni 1836 i Ed, Västernorrlands län, död den 26 januari 1909 i Uppsala, var en svensk universitetslärare och filosofisk skriftställare.

## Biografi
Edfeldt blev student vid Uppsala universitet 1861 och ägnade sig därefter åt att studera filosofi, undervisad av Boström, även sedan denne 1863 avgått som emeritus och ända till hans död. Edfeldt blev filosofie kandidat 1867, docent i praktisk filosofi 1868, filosofie doktor 1869, var under långa perioder förordnad att förestå professuren i filosofi och fick 1896 professors namn. 
Han utvecklade Boströms läror, företrädesvis på den praktiska filosofins område, och utgav dennes Samlade skrifter (band 1 och 2 1883, band 3, i förening med Gustaf Jakob Keijser, 1901).